# Johannes Holthues
Johannes Holthues (* 1519 in Münster; † 13. September 1585 ebenda) war ein deutscher Stiftsdechant am Alten Dom zu Münster.

## Leben
Johannes Holthues entstammte einer münsterischen Bürgerfamilie und war der Sohn des Lambert Holthues und seiner Ehefrau Else.
Am 22. September 1537 immatrikulierte er sich an der Universität Perugia und kam 1551/1552 in den Besitz einer Präbende am Alten Dom in Münster.
Im Februar 1554 schrieb er sich an der Artistenfakultät in Köln ein und war nach dem Studium als Bursar im Domkapitel des Alten Doms tätig. Damit war er für die Wirtschaftsführung verantwortlich. Im März 1581 wird er erstmals als Nachfolger seines Cousins Jacob Voss als Stiftsdechant am Alten Dom genannt. In dieser Funktion, die er bis zu seinem Lebensende innehatte, war er Vertreter des Stiftspropstes und führte die Aufsicht über die Dom- oder Chorherren.
In seinem Testament vom 5. September 1577 bat er darum, neben seinem Cousin Jacob Voss im Domumgang bestattet zu werden.